# El circo ambulante de la física
El Circo ambulante de la física (en inglés The Flying Circus of Physics) es un libro escrito por Jearl Walker (1975, con segunda edición en inglés publicada en 2006), es un libro que formula (y responde) cerca de mil preguntas relacionadas con la física en aspectos cotidianos. Hace fuerte énfasis en fenómenos que pueden experimentarse en el día a día
Dice en el prefacio "si el lector comienza a pensar acerca de física cuando cocina, vuela o hace pereza al lado de un torrente de agua, sentiré que el libro valió la pena". 
Típicamente, las cuestiones formuladas por el libro son fenómenos con los cuales los lectores ya se han encontrado, pero que no han pensado desde la perspectiva de la física. Por ejemplo:
Por qué tantas velas, especialmente pequeñas, parpadean y estallan en los últimos momentos antes de apagarse? Qué determina la frecuencia del parpadeo? La respuesta de Walker involucra conceptos de capilaridad, realimentación negativa y calor latente de vaporización.